# Secologanină
Secologanina este un compus organic natural din clasa monoterpenoidelor secoiridoide, fiind sintetizată pe calea acidului mevalonic.